# Alfei Menashe
Alfei Menashe (en hebreo: אלפי מנשה‎, lit. 'Miles de los Manasés') es un asentamiento israelí ubicado en la gobernación de Kalkilia, en Cisjordania, Palestina. Está situado en el oeste de los montes de Samaria, alrededor de 4 km al sureste de Kalkilia, en la denominada zona de costuras. Está organizado como un concejo local y en 2024 tenía una población de 8102 habitantes.
La comunidad internacional considera los asentamientos israelíes en Cisjordania ilegales según el derecho internacional, pero el gobierno israelí no está de acuerdo con esta posición.

## Historia
Según el ARIJ (Applied Research Institute - Jerusalén), Israel confiscó tierras de varias aldeas palestinas para construir Alfei Menashe:
- 1.943 dunams de tierra (el 43,8% del total de las tierras de la aldea) fueron arrebatados a Nabi Ilyas,[3]
- 651 dunams de tierra de 'Arab Abu Farda.[4]
- 131 dunams de tierra fueron arrebatados a Islah.[5]
- 51 dunams fueron tomados de Ras Atiya.[6]